# Vârful Caraiman, Munții Bucegi
Vârful Caraiman este un vârf muntos din Munții Bucegi, cu altitudinea de 2.384 m.
Este vizibil de pe creasta Pietrei Mari, precum și de pe Valea Prahovei, sau de pe creasta Bucegilor, fiind ușor de recunoscut prin crucea așezată pe unul din versanții săi. 
Crucea Eroilor Neamului de la baza Vârfului Caraiman a fost ridicată la inițiativa Reginei Maria, între anii 1926 și 1928 în memoria ostașilor români căzuți în Primul Război Mondial în luptele împotriva armatei germane pentru eliberarea Transilvaniei. Este ridicată la altitudinea de 2.291 m și are o înălțime de 31 m, iar cele două brațe, câte 7,5 m. Este montată pe un soclu înalt de 8,3 m, din beton armat placat cu piatra, în interiorul căruia este instalat generatorul ce alimentează cele 120 de becuri electrice de 500 W de pe conturul crucii. Inaugurarea a avut loc la 14 septembrie 1928, de Ziua Sfintei Cruci.
În apropiere de Vârful Caraiman se găsește și Cabana Caraiman, poarta de acces către platoul Bucegilor dinspre Jepii Mici.

## Etimologie
Etimologia numelui Caraiman a fost studiată de lingviști și rezultatul analizelor s-a înscris în urmărirea a două direcții posibile. Prima duce la origini turcești, pornind de la cara = negru și imam sau iman = conducător, preot, rezultând prin traducere Conducătorul negru sau Preotul negru. Cea de a doua direcție duce la etimologia rusească a cuvântului Karaman care înseamnă buzunar.
Nicolae Iorga a susținut prima opțiune aducând în plus argumentația că „... Brăila turcească avea legături dese cu părțile românești vecine. Ba chiar până în cele de supt munte mergea raza de afaceri a Brăilenilor. Ei se înțelegeau cu țăranii moșneni și luau în arendă munți, unde-și făceau fabrici de cașcaval. Acestora li se datorește, cred, și numele al doilea al muntelui Omul, Cărăimanul, deci: Caraimanlâul (cf. Caraiman-Pașa, pentru Pașa de Caramania care a luptat la Călugăreni contra lui Mihai Viteazul, și numele boierului moldovean Caraiman de supt Movilești)”.

## Legenda Caraimanului
Legenda muntelui Caraiman a apărut în anul 1927 în revista Valea Prahovei, după cum urmează:

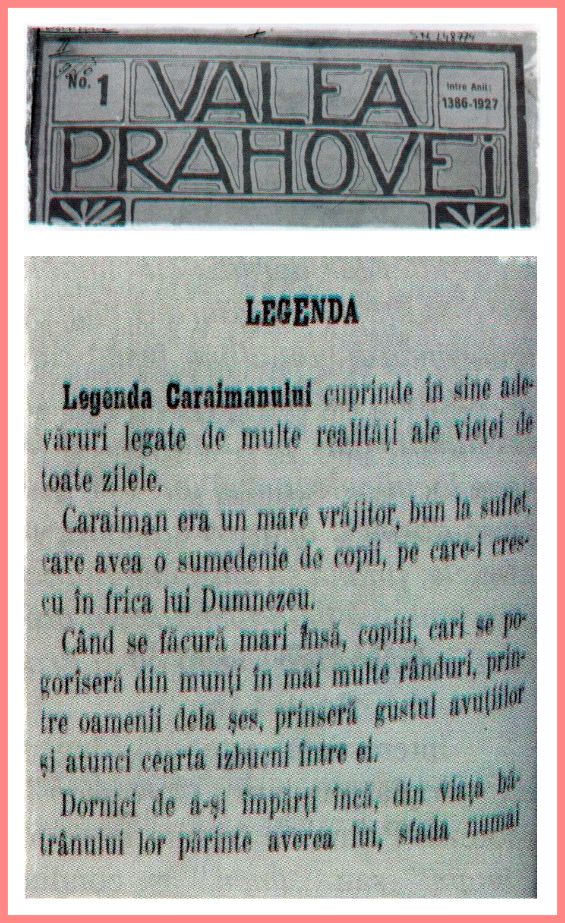
Extras cu Legenda Caraimanului din revista Valea Prahovei (1927)

„... Legenda Caraimanului cuprinde în sine adevăruri legate de multe realități ale vieții de toate zilele. Caraiman era un mare vrăjitor, bun la suflet, care avea o sumedenie de copii, pe care-i crescu în frica lui Dumnezeu. Când se făcură mai mari însă, copiii, care se pogorâseră din munți în mai multe rânduri, printre oamenii de la șes, prinseră gustul avuțiilor atunci cearta izbucni între ei. Dornici de a-și împărți încă, din viața bătrânului lor părinte averea lui, sfada nu mai contenea, fiecare susținând să-și rezerve pentru sine partea cea mai mare. Bătrânul vrăjitor mâhnit în fundul sufletului de cele ce vedea, se hotărî să facă el rânduială, împărțindu-le în mod înțelepțesc tot avutul său. Un timp după aceasta, certurile se potoliră, cei,mai cuminți dintre copii, căznindu-se cu trudă să înflorească partea ce li se hărăzise, iar cei trândavi să-și petreacă viața în petreceri și lenevie. Bătrânul părinte, un uriaș, care rezistase vremurilor, drept și mândru, făcând să reînvie natura cu vraja sunetelor ce le scotea din cimpoiul său fermecat, de-atâtea dezamăgiri și necazuri, începu să se încovoaie. Copiii cei leneși, risipindu-și avutul, râvniră la acea a fraților harnici într-o noapte mișelește aceștia din urmă fură toți uciși. Când a doua zi în zori, vrăjitorul Caraiman văzu măcelul se cutremură și mari șiroaie de lacrimi începură să-i curgă, formând pârâurile ce brăzdează și astăzi muntele, ducând imaginea vie a durerei sale departe, tocmai la Dunăre, tocmai la Mare! Luându-și apoi cimpoiul minunat, încercă să-și farmece copiii ucigași cu sunetele sale, punându-i pe calea bună. Aceștia subjugați o clipă, se hotărăsc spre a nu se lăsa fermecați, să-i fure cimpoiul. Nereușind, într-o noapte pe când tatăl lor dormea cu cimpoiul strâns la piept, îl străpunseră cu o suliță, care găurind cimpoiul, îi pătrunse adânc în inimă, omorându-l! În clipa, însă, când uriașul își dete sufletul, se dezlănțui o furtună năprasnică, care prăbuși în prăpăstii pe copiii criminali, cari pe dată fură schimbați în stânci, privind în sus spre locul nelegiuirei lor. Priviți-l bine, uriașul Caraiman doarme și va dormi d'apururi colo sus, pe muntele ce de-atunci îi poartă numele, ținând strâns cimpoiul fermecat, care în zilele de furtună, prin rana ce i s-a făcut de fiii criminali, scoate un vaet de jelanie, care înfioară întreaga Vale a Prahovei.”
----- Revista „Valea Prahovei” nr. 1/1927, pag. 16 - 17

## Galerie de imagini

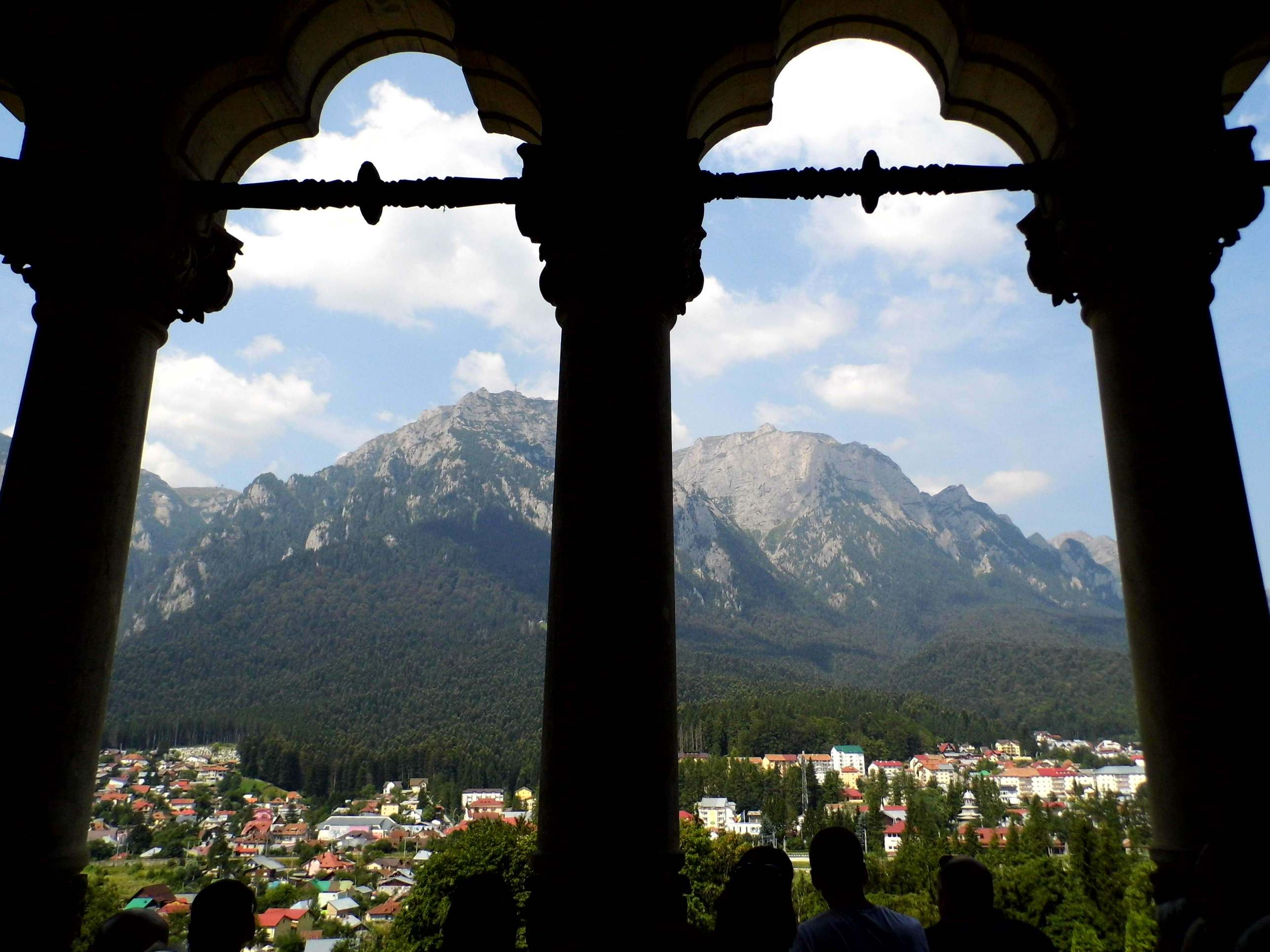
Vârful Caraiman - Vedere din Palatul Cantacuzino
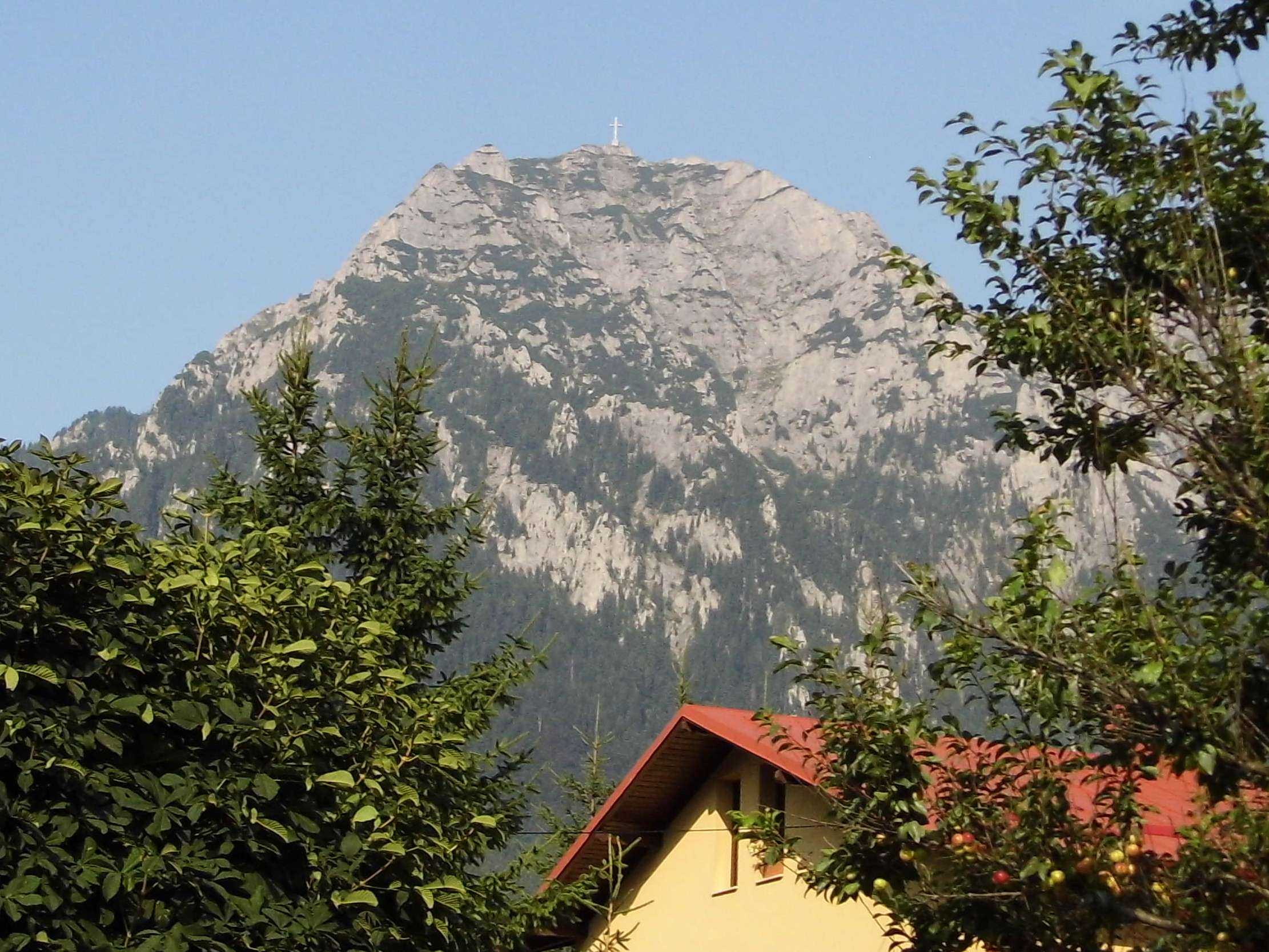
Vârful Caraiman - Vedere din stațiunea Bușteni
Monumentul Eroilor de pe Vârful Caraiman
Crucea
Monumentul Eroilor Vârful Caraiman Munţii Bucegi